# Dmitrij Kiriczenko
Dmitrij Siergiejewicz Kiriczenko (cyr. Дмитрий Сергеевич Кириченко, ur. 17 stycznia 1977 w Nowoaleksandrowsku) – piłkarz rosyjski grający na pozycji napastnika.

## Kariera klubowa
Pierwszym klubem Kiriczenki w karierze był Lokomotiw Mineralnyje Wody, w barwach którego w 1994 roku grał w 3. lidze rosyjskiej (czwarty szczebel rozgrywek). W 1996 roku Dmitrij przeszedł do drugoligowego (trzeci szczebel rozgrywek) Torpedo Taganrog, ale przez dwa sezony nie zdołał wywalczyć z nim awansu do pierwszej ligi. W 1998 roku Kiriczenko przeniósł się do pobliskiego Rostowa nad Donem i został piłkarzem tamtejszego klubu Rostselmasz. W tej drużynie niemal od początku stał się podstawowym zawodnikiem i zajął 6. pozycję w lidze, a rok później 7. Skutecznością wykazał się w 2000 roku, gdy strzelił 14 bramek w rozgrywkach Premier Ligi i został wicekrólem strzelców ligi (Dmitrij Łośkow z Lokomotiwu Moskwa zdobył o jedną więcej). Natomiast w 2001 roku 13-krotnie trafiał do siatki przeciwnika ponownie będąc najskuteczniejszym zawodnikiem Rostselmasza.
W 2002 roku Kiriczenko podpisał kontrakt z CSKA Moskwa. Spisywał się równie udanie co w Rostowie i z 15 golami na koncie został po raz pierwszy w karierze królem strzelców rosyjskiej ligi (wraz z klubowym kolegą Rołanem Gusiewem), a z CSKA wywalczył mistrzostwo Rosji. W 2003 roku ponownie został mistrzem kraju, ale był już mniej skuteczny, a jego dorobek bramkowy to 4 gole. W 2004 roku Kiriczenko zdobył 9 bramek, tyle samo co rywale do miejsca w ataku, Vágner Love i Ivica Olić, a CSKA został wicemistrzem kraju. Kiriczenko odszedł jednak z zespołu i został piłkarzem FK Moskwa. Strzelił 14 goli i ponownie mógł cieszyć się z tytułu najlepszego strzelca ligi, a FK zajęło wysokie 5. miejsce w lidze. W 2006 roku Dmitrij był równie skuteczny strzelając 12 bramek, a FK zajęło 6. pozycję.
W 2007 roku Kiriczenko zmienił barwy klubowe i został piłkarzem Saturna Ramienskoje, w ataku którego występował wraz ze Słowakiem Martinem Jakubko. W Saturnie grał do 2010 roku, czyli do czasu, gdy klub zbankrutował.
W 2011 roku Kiriczenko wrócił do FK Rostów. W 2013 roku przeszedł do Mordowiji Sarańsk.
| Sezon   | Klub                       | Kraj  | Rozgrywki        | Mecze | Bramki |
| ------- | -------------------------- | ----- | ---------------- | ----- | ------ |
| 1994    | Lokomotiw Mineralnyje Wody | Rosja | Trzecia Dywizja  | 23    | 0      |
| 1995    | Lokomotiw Mineralnyje Wody | Rosja | Trzecia Dywizja  | ?     | ?      |
| 1996    | Torpedo Taganrog           | Rosja | Wtoroj diwizion  | 37    | 7      |
| 1997    | Torpedo Taganrog           | Rosja | Wtoroj diwizion  | 36    | 32     |
| 1998    | Rostselmasz Rostów         | Rosja | Priemjer-Liga    | 23    | 5      |
| 1999    | Rostselmasz Rostów         | Rosja | Priemjer-Liga    | 28    | 6      |
| 2000    | Rostselmasz Rostów         | Rosja | Priemjer-Liga    | 29    | 14     |
| 2001    | Rostselmasz Rostów         | Rosja | Priemjer-Liga    | 28    | 13     |
| 2002    | CSKA Moskwa                | Rosja | Priemjer-Liga    | 25    | 15     |
| 2003    | CSKA Moskwa                | Rosja | Priemjer-Liga    | 21    | 4      |
| 2004    | CSKA Moskwa                | Rosja | Priemjer-Liga    | 26    | 9      |
| 2005    | FK Moskwa                  | Rosja | Priemjer-Liga    | 26    | 14     |
| 2006    | FK Moskwa                  | Rosja | Priemjer-Liga    | 29    | 12     |
| 2007    | Saturn Ramienskoje         | Rosja | Priemjer-Liga    | 27    | 9      |
| 2008    | Saturn Ramienskoje         | Rosja | Priemjer-Liga    | 17    | 1      |
| 2009    | Saturn Ramienskoje         | Rosja | Priemjer-Liga    | 27    | 8      |
| 2010    | Saturn Ramienskoje         | Rosja | Priemjer-Liga    | 28    | 8      |
| 2011/12 | FK Rostów                  | Rosja | Priemjer-Liga    | 19    | 5      |
| 2012/13 | FK Rostów                  | Rosja | Priemjer-Liga    | 22    | 5      |
| 2013/14 | Mordowija Sarańsk          | Rosja | Pierwyj diwizion | 12    | 1      |

## Kariera reprezentacyjna
W reprezentacji Rosji Kiriczenko zadebiutował 12 lutego 2003 roku w wygranym 1:0 spotkaniu z Cyprem. W 2004 roku został powołany przez Gieorgija Jarcewa do kadry na Euro 2004. Tam wystąpił w jednym spotkaniu, z Grecją, a już w 2. minucie zdobył gola dla Rosji i była to najszybciej zdobyta bramka w historii Mistrzostw Europy. Rosja wygrała ten mecz 2:1, ale zajęła ostatnie miejsce w grupie.